# Identitat (filosofia)
En filosofia la identitat és la relació que tota entitat manté només amb si mateixa.
La identitat pròpiament es refereix a la identitat numèrica, com diferent de la semblança exacta o identitat qualitativa. En canvi, la identitat numèrica es dona quan no hi ha pròpiament dues entitats, sinó una de sola que potser duu dos noms. D'acord amb el principi d'identitat dels indiscernibles, dues entitats no poden compartir totes les seves qualitats i ser tanmateix numèricament diferents.
Diferents tipus d'entitats tenen criteris diferents per determinar la identitat numèrica. Per exemple, en matemàtiques, dues entitats són idèntiques si i només si en tots els seus elements es verifiquen el mateix. En canvi, als clubs, els membres poden canviar i el club romandre el mateix. Els criteris d'identitat moltes vegades són difusos i condueixen a paradoxes, com la paradoxa sorites o la paradoxa de Teseu.
La relació d'identitat numèrica és una relació d'equivalència, simètrica, reflexiva i transitiva. Tanmateix, de vegades els filòsofs han proposat criteris d'identitat que no respecten totes aquestes propietats.